# Ramzi Ferjani
Ramzi Ferjani (* 11. April 2001 in Sensweiler) ist ein tunesisch-deutscher Fußballspieler.

## Karriere

### Verein
Nach seinen Anfängen in der Jugend der SpVgg Hochwald und des 1. FC Kaiserslautern wechselte er im Sommer 2016 in die Jugendabteilung von Borussia Dortmund. Nach insgesamt 40 Spielen in der B-Junioren-Bundesliga, 44 Spielen in der A-Junioren-Bundesliga, elf Spielen in der Saison 2018/19 und Saison 2019/20 in der UEFA Youth League, bei denen ihm insgesamt drei Tore gelangen, dem Gewinn der B-Junioren-Meisterschaft in der Saison 2017/18 und dem Gewinn der A-Junioren-Meisterschaft in der Saison 2018/19 wurde er im Sommer 2020 zuerst vereinslos. Nach einem halben Jahr ohne Verein unterschrieb Ferjani im Januar 2021 einen Vertrag beim slowakischen Erstligisten FC Nitra. Neben Ferjani verpflichtete der Verein mit Sinan Kurt, Ekin Çelebi, Yanni Regäsel, Ole Käuper, Benjamin Kindsvater, Eroll Zejnullahu und Oliver Bias in diesem Monat sieben weitere deutsche Spieler. Für den Verein aus Nitra kam er jedoch nicht zum Einsatz.
Im Sommer 2021 wechselte er zum Zweitligisten FC Erzgebirge Aue. Um Spielpraxis zu sammeln, wurde er im Sommer 2022 für eine Spielzeit an den Regionalligisten Wormatia Worms verliehen. Nach seiner Rückkehr nach Aue kam er dort auch zu seinem ersten Einsatz im Profibereich in der 3. Liga, als er am 1. Oktober 2023, dem 8. Spieltag, bei der 0:1-Heimniederlage gegen den SSV Jahn Regensburg in der 87. Spielminute für Mirnes Pepić eingewechselt wurde. Im Sommer 2024 verließ er Aue und wechselte in die Regionalliga Südwest zum FC 08 Homburg, bei dem er einen Vertrag bis 2026 unterschrieb.

### Nationalmannschaft
Ferjani bestritt im Jahr 2018 insgesamt drei Spiele für die U17 und U18 des DFB, bevor er den Verband wechselte und im Jahr 2021 vier Spiele für die U20 des tunesischen Fußballverbandes bei der U-20-Fußball-Afrikameisterschaft 2021 bestritt.

## Erfolge
Borussia Dortmund
- Deutscher B-Junioren-Meister: 2018
- Deutscher A-Junioren-Meister: 2019